# کامریمیج
جشنواره بین‌المللی هنر فیلمبرداری کامریمیج (انگلیسی: The International Film Festival of the Art of Cinematography Camerimage)، (تلفظ لهستانی: کامریمیج)
یک جشنواره بین‌المللی اختصاصی است که از سال ۱۹۹۳ با حضور مدیران فیلم‌برداری مطرح سینمای جهان و برای کشف استعدادهای این رشته از سینما برگزار می‌شود.
۷ دوره ابتدایی این رویداد سینمایی از ۱۹۹۳ تا ۱۹۹۹ در شهر ترونی لهستان برگزار شد. ۱۰ دوره بعدی این رویداد سینمایی طی سال‌های ۲۰۰۰ تا ۲۰۰۹ در لودز و از سال ۲۰۱۰ تا ۲۰۱۸ در بیدگوشچ انجام شد. از سال ۲۰۱۹ دوباره محل برگزاری این جشنواره به شهر ترونی بازگشت.
در پایان ماه نوامبر هر سال، کامریمیج علاوه بر مدیران فیلم‌برداری سینمای جهان، سینماگران مطرح در کلاس جهانی را با دانشجویان و سایر افراد مرتبط با صنعت فیلم برای مدت ۱ هفته گرد هم می‌آورد.

## جوایز بخش اصلی
جوایز بخش اصلی شامل قورباغه طلایی، قورباغه نقره‌ای و قورباغه برنزی است؛ که به بهترین مدیر فیلم‌برداری قورباغه طلایی تعلق می‌گیرد. بسیاری از مدیران فیلم‌برداری که برنده جایزه قورباغه طلایی در کامریمیج بودند در مراسم اسکار چند ماه بعد یا نامزد یا صاحب جایزه اسکار بهترین فیملبرداری شدند (نام مدیر فیلمبرداری که نامزد دریافت جایزه اسکار بهترین فیلمبرداری شده بعد از سال تولید فیلم ذکر شده‌است):
- پیانو (۱۹۹۳) استوارت درایبرگ
- شهر خدا (۲۰۰۲) سزار چارلون
- جاده‌ای به‌سوی تباهی (۲۰۰۳) کنراد هال
- هزارتوی پن (۲۰۰۶) گی‌یرمو نابارو
- الیزابت (۲۰۰۷) رمی ادفاراسین
- لباس غواصی و پروانه (۲۰۰۷) یانوش کامینسکی
- میلیونر زاغه‌نشین (۲۰۰۸): آنتونی داد منتل
- ایدا (۲۰۱۳) ووکاش ژال
- کارول (۲۰۱۵) ادوارد لاچمن
- شیر (۲۰۱۶) گرگ فریزر
- جوکر (۲۰۱۹) لارنس شر

## سینماگران و مهمان ویژه
به سنت قدیمی جشنواره کامرامیج هر ساله سینماگران مطرحی به محل برگزاری این رویداد دعوت می‌شوند. از مهمترین افرادی که به کامریمیج آمده‌اند کوئنتین تارانتینو، ریچارد گی‌یر، ادوارد نورتون، کیانو ریوز، رومن پولانسکی، دارن آرونوفسکی، آلفونسو کوارون، امیر کوستوریتسا، گاس ون سنت، انگ لی، ایشتوان سابو، آندری وایدا، کن لوچ، دیوید لینچ، ویم وندرس و جان مالکوویچ قابل اشاره می‌باشند.

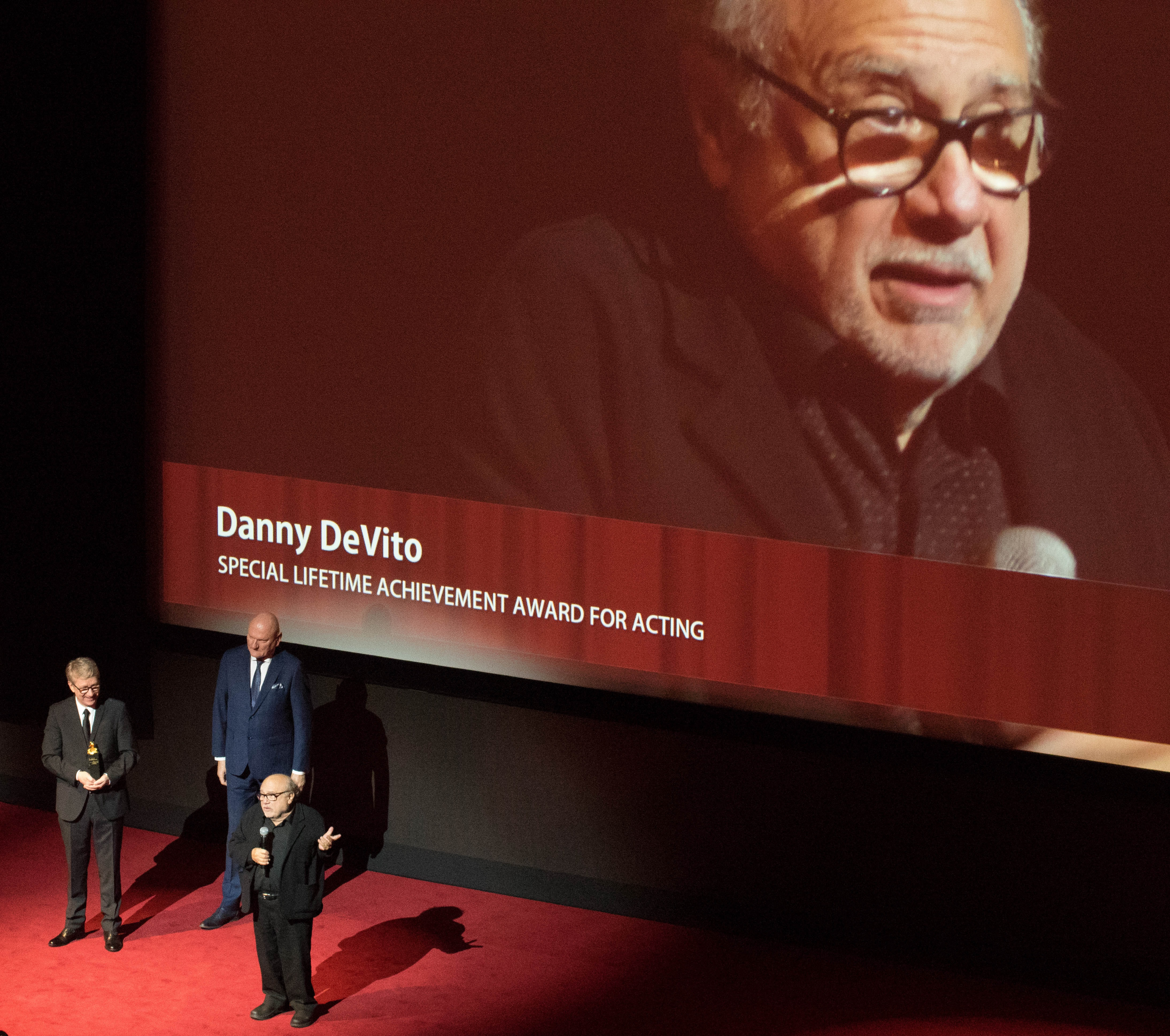
۲۷امین دوره کامریمیج با حضور دنی دویتو. ۲۰۱۹. تورنی